# For All the Dogs
For All the Dogs è l'ottavo album in studio del rapper americano-canadese Drake, che è stato pubblicato il 6 ottobre 2023 dalla OVO e Republic. L'album vede la partecipazione, tra gli altri, di artisti come 21 Savage, J. Cole, SZA, Teezo Touchdown e Bad Bunny. Tra i produttori figurano i nomi di Bnyx e Lil Yachty.
L'album è stato anticipato dal singolo Slime You Out, pubblicato il 15 settembre 2023 e che vede la partecipazione della cantautrice americana SZA, il quale ha debuttato alla prima posizione della Billboard Hot 100. Nella settimana di pubblicazione dell'album, il brano First Person Shooter, che vede la collaborazione del rapper americano J. Cole, ha debuttato alla prima posizione della Billboard Hot 100. Ciò ha permesso a Drake di ottenere la sua 13ª numero uno, nonché il suo nono debutto in vetta alla classifiche, equiparando il record di Michael Jackson per il maggior numero di brani al numero uno di un artista maschio solista.

## Antefatti e promozione
Il 21 gennaio 2023, durante un suo concerto gratuito all'Apollo Theater di New York, Drake ha annunciato la pubblicazione di un album, dicendo di voler «suscitare più emozioni, forse quest'anno». Ha anche risposto circa le recensioni negative ricevute per i suoi precedenti album, dichiarando: «Ho pensato a un sacco di cose nella mia vita ma nessuna di queste ha mai preso in considerazione il voler smettere di fare musica per i fan».
Il primo singolo dell'album, Search & Rescue, è stato pubblicato il 7 aprile 2023; la canzone ha debuttato alla seconda posizione della Billboard Hot 100 ed è stata prodotta dai fratelli Bnyx e BeautifulMvn, da SadPony e Wesley Curtis, mentre è stata co-prodotta da Lil Yachty e 40.
Il 23 giugno 2023 Drake ha annunciato che il 14 luglio sarebbe stato pubblicato il suo libro di poesie intitolato Titles Ruin Everything, co-scritto insieme alla cantautrice Kenza Samir e anticipato già nell'estate 2022. Il giorno dopo, sulla prima pagina del New York Post, è stata pubblicata una pubblicità contenente un QR code incorporato. Scansionandolo, il QR code reindirizzava a una pagina web contenente una foto di due cuccioli con sopra una scritta: «I made an album to go with the book... They say they miss the old Drake, girl don't tempt me. For all the dogs» (it: «Ho fatto un album da abbinare al libro... Dicono che gli manca il vecchio Drake, ragazza non tentarmi. Per tutti gli amici»). Immediatamente dopo, le etichette discografiche OVO e Republic hanno confermato For All the Dogs come titolo ufficiale dell'album.
Durante una sua esibizione per lo It's All a Blur Tour, del 9 luglio a Detroit, Drake ha annunciato che Nicki Minaj sarebbe apparsa in una collaborazione nell'album. In realtà, una volta pubblicato l'album il 6 ottobre 2023, nessuna canzone conteneva un featuring con la rapper, scatenando il malcontento dei suoi fan.  Ha anche annunciato la partecipazione di Bad Bunny durante una esibizione del 13 agosto a Los Angeles. Otto giorni dopo il rapper ha rivelato la copertina dell'album, ammettendo di essere stata disegnata da suo figlio. Il 22 agosto Amazon Music ha annunciato sui social media che l'album sarebbe stato pubblicato in tre giorni, in seguito eliminando l'annuncio. Il 6 settembre il rapper ha confermato la data ufficiale di pubblicazione, fissata al 22 settembre. Due giorni dopo è stato pubblicato un trailer dell'album che raffigura il padre di Drake, Dennis Graham, mentre si esibisce nella serie canadese Stormy Monday with Danny Marks, agli inizi degli anni '90.
Il 14 settembre Drake e la cantautrice americana SZA hanno condiviso una cover di un brano rappresentante Halle Berry ricoperta di slime, fatto avvenuto durante i Nickelodeon Kids' Choice Awards del 2012, sui loro social media, alludendo a una collaborazione tra i due. I post non contenevano nessuna informazione rilevante, se non il fatto che i due artisti si erano taggati a vicenda sui post. Più tardi lo stesso giorno è stato annunciato il singolo, rivelando Slime You Out come titolo e indicando la pubblicazione al 15 settembre alle ore 12:00. Viene, quindi, automaticamente confermata anche la presenza di SZA tra gli artisti collaboratori dell'album. Il brano ha debuttato in vetta alla Billboard Hot 100, diventando la 12ª numero uno del rapper nonché il suo ottavo brano a debuttare direttamente alla prima posizione.
Il 16 settembre Drake ha annunciato che l'uscita dell'album è stata posticipata al 6 ottobre perché non avrebbe potuto finire l'album in tempo a causa del tour.
Il 5 ottobre, un giorno prima dell'uscita dell'album, Drake pubblica su Instagram la canzone 8AM In Charlotte, accompagnata da un video.

## Accoglienza
| Recensione      | Giudizio |
| --------------- | -------- |
| Metacritic      | 52/100   |
| AllMusic        |          |
| Clash           | 7/10     |
| The Independent |          |
| The Times       |          |

For All the Dogs ha ricevuto un punteggio 52 su 100 su Metacritic basato su dieci recensioni, con recensioni «varie o nella media». Shahzaib Hussain della rivista Clash ha scritto che la «produzione vaga tra lo splendore sterilizzato dello studio e una fusione terrena di campionamenti soul e boom-bap», sottolineando che «mentre questo [album] non sia il suo classico rap, segnala comunque un punto di svolta». Will Hodgkinson del The Times ha definito Drake come «un rapper veramente bravo che non può fare a meno di lamentarsi tutto il tempo».
Tim Sendra di AllMusic ha scritto che «Drake torna indietro al suo solito modus operandi con ritmi lenti, alternando del rap aggressivo e cupo, e argomenti che vanno da quanto è grande Drake a quanto è bravo Drake a quanto viene incompreso Drake, con un pizzico di misoginia come ciliegina marcia sulla torta». Nadine Smith del The Independent ha notato che «le insicurezze adolescenziali che una volta erano tenere in gioventù ora sembrano stanche e immature. Invece di rilassarsi mentre si arriva ai quaranta», nell'album «si comporta più che mai in un modo non solo che sa di insicurezza ma anche di misoginia».

## Tracce
1. Virginia Beach – 4:11 (Aubrey Graham, Harley Arsenault, Noah Shebib, Christopher Breaux, James Ho)
2. Amen (feat. Teezo Touchdown) – 2:21 (Aubrey Graham, Aaron Thomas, Kai Wright, Ben Scholefield, Rudolph Stanfield)
3. Calling for You (feat. 21 Savage) – 4:45 (Aubrey Graham, Shéyaa Abraham-Joseph, Miles McCollum, Noah Shebib, Gentuar Memishi, C. Smalls, T. Flores, J. Milfort, Francis LeBlanc, Nohelani Cypriano, Dennis Graue)
4. Fear of Heights – 2:35 (Aubrey Graham, Ozan Yildirim, Darryl Clemons, Nik Frascona, Machado Joseph, Benjamin Saint-Fort, Douglas Ford, Simon Gebrelul)
5. Daylight – 2:44 (Aubrey Graham, Joshua Luellen, Matthew-Kyle Brown, T. Cremeni, Alessio Bevilacqua, Adonis Graham)
6. First Person Shooter (feat. J. Cole) – 4:07 (Aubrey Graham, Jermaine Cole, Matthew Samuels, Anderson Hernandez, Brytavious Chambers, Michael Mule, Isaac De Boni, Ozan Yildirim, Scotty Coleman, J. Washington, Jr.)
7. IDGAF (feat. Yeat) – 4:20 (Aubrey Graham, Noah Smith, Norma Winstone, John Taylor, Benjamin Saint-Fort, Sebastian Shah)
8. 7969 Santa – 4:19 (Aubrey Graham, Alex Lustig, Nyan Lieberthal, Benjamin Saint-Fort, Jahaan Sweet, Keith Cozart, Tyree Pittman, Aaron Thomas, T. Taylor)
9. Slime You Out (feat. SZA) – 5:10 (Aubrey Graham, Solána Rowe, Noel Cadastre, Noah Shebib, Benjamin Saint-Fort, Dalton Tennant, Chris Powell, Grant Lapointe)
10. Bahamas Promises – 3:04 (Aubrey Graham, Jahaan Sweet, Ray Nelson)
11. Tried Our Best – 3:29 (Aubrey Graham, Noah Shebib, Jahaan Sweet)
12. Screw the World (interlude) – 1:52 (Nasir Jones, Jean-Claude Olivier, Samuel Barnes, Kurtis Walker, David Reeves, Jahlil Hutchins, Lawrence Smith, Norman Harris, Aaron O'Bryant)
13. Drew a Picasso – 4:22 (Aubrey Graham, Sampha Sisay, Noah Shebib, Daniel Wagner, Phillip Campbell, Kamyar Karimi, Aaron Thomas Lumpkins, John Hyszko, Eli Brown)
14. Members Only (feat. PartyNextDoor) – 4:37 (Aubrey Graham, Jahron Brathwaite, Steven Vidal, Noah Shebib)
15. What Would Pluto Do – 3:02 (Aubrey Graham, Miles McCollum, Gentuar Memishi, Bennett Pepple, Benjamin Saint-Fort)
16. All the Parties (feat. Chief Keef) – 3:38 (Aubrey Graham, Matthew Samuels, Benjamin Saint-Fort, Harley Arsenault, Maneesh Bidaye, Scotty Coleman, J Dolla, Fierce)
17. 8AM in Charlotte – 4:26 (Aubrey Graham, Denzel Williams, Mario Dragoi, J. Woodland, L. Santi, N. Eskridge)
18. BBL Love (interlude) – 2:41 (Aubrey Graham, Aaron Thomas, Kaushik Barua)
19. Gently (feat. Bad Bunny) – 2:13 (Aubrey Graham, Benito Martínez, Diamanté Blackmon, Ozan Yildirim, Nik Frascona)
20. Rich Baby Daddy (feat. Sexyy Red e SZA) – 5:19 (Aubrey Graham, Janae Wherry, Solána Rowe, Mac Felländer-Tsai, Diamanté Blackmon, Richard Zastenker, Johannes Klahr, Benjamin Saint-Fort, Douglas Ford, Shivam Barot, Yuval Chain, Florence Welch, Isabella Summers, T. Schaeferdieck)
21. Another Late Night (feat. Lil Yachty) – 2:50 (Aubrey Graham, Miles McCollum, Deshawn Jackson)
22. Away from Home – 4:18 (Aubrey Graham, Miles McCollum, Benjamin Saint-Fort, Justin Raisen, Lukas Levine)
23. Polar Opposites – 4:17 (Aubrey Graham, Miles McCollum, Gentuar Memishi, Anthoine Walters, Bennett Pepple, Omar Gomez, Noah Shebib)

Fonte:
Note
- Virginia Beach contiene campionamenti tratti da Wiseman, scritta da Christopher Breaux e James Ho e eseguita da Frank Ocean
- Rich Baby Dady contiene campionamenti tratti da Dog Days Are Over, scritta da Florence Welch e Isabella Summers e eseguita dai Florence and the Machine.
- Gently è cantato nella sua quasi totalità in spagnolo.

## Formazione
Musicisti
- Drake – voce
- Teezo Touchdown – voce aggiuntiva (traccia 2, 8)
- 21 Savage – voce aggiuntiva (traccia 3)
- J. Cole – voce aggiuntiva (traccia 6)
- Yeat – voce aggiuntiva (traccia 7)
- SZA – voce aggiuntiva (tracce 9, 20)
- PartyNextDoor – voce aggiuntiva (traccia 14)
- Chief Keef – voce aggiuntiva (traccia 16)
- Bad Bunny – voce aggiuntiva (traccia 19)
- Sexyy Red – voce aggiuntiva (traccia 20)
- Lil Yachty – voce aggiuntiva (traccia 21)

Produzione
- Drake – produzione esecutiva
- Noel Cadastre – produzione esecutiva
- Oliver El-Khatib – produzione esecutiva
- Noah Shebib – produzione esecutiva
- Noah "40" Shebib – missaggio
- Oupsing – assistente missaggio
- Harley Arsenault – assistente ingegnere
- Les "Bates" Bateman – ingegnere dei sistemi
- Chris Athen – mastering

## Classifiche

### Classifiche settimanali
| Classifica (2023-24) | Posizione massima |
| -------------------- | ----------------- |
| Australia            | 1                 |
| Austria              | 2                 |
| Belgio (Fiandre)     | 5                 |
| Belgio (Vallonia)    | 2                 |
| Canada               | 1                 |
| Danimarca            | 1                 |
| Finlandia            | 6                 |
| Francia              | 2                 |
| Germania             | 5                 |
| Irlanda              | 1                 |
| Islanda              | 2                 |
| Italia               | 1                 |
| Lettonia             | 1                 |
| Lituania             | 2                 |
| Norvegia             | 1                 |
| Nuova Zelanda        | 1                 |
| Paesi Bassi          | 1                 |
| Polonia              | 5                 |
| Portogallo           | 23                |
| Regno Unito          | 1                 |
| Spagna               | 15                |
| Stati Uniti          | 1                 |
| Svezia               | 2                 |
| Svizzera             | 2                 |
| Ungheria             | 3                 |

### Classifiche di fine anno
| Classifica (2023) | Posizione |
| ----------------- | --------- |
| Paesi Bassi       | 68        |
| Regno Unito       | 66        |
| Stati Uniti       | 133       |
| Svizzera          | 23        |
| Ungheria          | 75        |
| Classifica (2024) | Posizione |
| Portogallo        | 78        |
| Stati Uniti       | 5         |

## For All the Dogs Scary Hours Edition
Il 17 novembre 2023 viene pubblicato For All the Dogs Scary Hours Edition, una ristampa dell'album che oltre alle ventitré tracce originarie contiene sei tracce bonus e un altro featuring di J. Cole, già presente nella versione precedente. Questa ristampa dell'album è il terzo capitolo della serie Scary Hours, dopo gli EP Scary Hours del 2018 e Scary Hours 2 del 2022.

### Antefatti
La pubblicazione dell'album è stata annunciata da Drake il giorno precedente con un trailer su YouTube. Drake ha affermato di avere registrato l'intero album nella settimana precedente alla pubblicazione.

### Tracce
1. Virginia Beach – 4:11 (Aubrey Graham, Harley Arsenault, Noah Shebib, Christopher Breaux, James Ho)
2. Amen (feat. Teezo Touchdown) – 2:21 (Aubrey Graham, Aaron Thomas, Kai Wright, Ben Scholefield, Rudolph Stanfield)
3. Calling for You (feat. 21 Savage) – 4:45 (Aubrey Graham, Shéyaa Abraham-Joseph, Miles McCollum, Noah Shebib, Gentuar Memishi, C. Smalls, T. Flores, J. Milfort, Francis LeBlanc, Nohelani Cypriano, Dennis Graue)
4. Fear of Heights – 2:35 (Aubrey Graham, Ozan Yildirim, Darryl Clemons, Nik Frascona, Machado Joseph, Benjamin Saint-Fort, Douglas Ford, Simon Gebrelul)
5. Daylight – 2:44 (Aubrey Graham, Joshua Luellen, Matthew-Kyle Brown, T. Cremeni, Alessio Bevilacqua, Adonis Graham)
6. First Person Shooter (feat. J. Cole) – 4:07 (Aubrey Graham, Jermaine Cole, Matthew Samuels, Anderson Hernandez, Brytavious Chambers, Michael Mule, Isaac De Boni, Ozan Yildirim, Scotty Coleman, J. Washington, Jr.)
7. IDGAF (feat. Yeat) – 4:20 (Aubrey Graham, Noah Smith, Norma Winstone, John Taylor, Benjamin Saint-Fort, Sebastian Shah)
8. 7969 Santa – 4:19 (Aubrey Graham, Alex Lustig, Nyan Lieberthal, Benjamin Saint-Fort, Jahaan Sweet, Keith Cozart, Tyree Pittman, Aaron Thomas, T. Taylor)
9. Slime You Out (feat. SZA) – 5:10 (Aubrey Graham, Solána Rowe, Noel Cadastre, Noah Shebib, Benjamin Saint-Fort, Dalton Tennant, Chris Powell, Grant Lapointe)
10. Bahamas Promises – 3:04 (Aubrey Graham, Jahaan Sweet, Ray Nelson)
11. Tried Our Best – 3:29 (Aubrey Graham, Noah Shebib, Jahaan Sweet)
12. Screw the World (interlude) – 1:52 (Nasir Jones, Jean-Claude Olivier, Samuel Barnes, Kurtis Walker, David Reeves, Jahlil Hutchins, Lawrence Smith, Norman Harris, Aaron O'Bryant)
13. Drew a Picasso – 4:22 (Aubrey Graham, Sampha Sisay, Noah Shebib, Daniel Wagner, Phillip Campbell, Kamyar Karimi, Aaron Thomas Lumpkins, John Hyszko, Eli Brown)
14. Members Only (feat. PartyNextDoor) – 4:37 (Aubrey Graham, Jahron Brathwaite, Steven Vidal, Noah Shebib)
15. What Would Pluto Do – 3:02 (Aubrey Graham, Miles McCollum, Gentuar Memishi, Bennett Pepple, Benjamin Saint-Fort)
16. All the Parties (feat. Chief Keef) – 3:38 (Aubrey Graham, Matthew Samuels, Benjamin Saint-Fort, Harley Arsenault, Maneesh Bidaye, Scotty Coleman, J Dolla, Fierce)
17. 8AM in Charlotte – 4:26 (Aubrey Graham, Denzel Williams, Mario Dragoi, J. Woodland, L. Santi, N. Eskridge)
18. BBL Love (interlude) – 2:41 (Aubrey Graham, Aaron Thomas, Kaushik Barua)
19. Gently (feat. Bad Bunny) – 2:13 (Aubrey Graham, Benito Martínez, Diamanté Blackmon, Ozan Yildirim, Nik Frascona)
20. Rich Baby Daddy (feat. Sexyy Red e SZA) – 5:19 (Aubrey Graham, Janae Wherry, Solána Rowe, Mac Felländer-Tsai, Diamanté Blackmon, Richard Zastenker, Johannes Klahr, Benjamin Saint-Fort, Douglas Ford, Shivam Barot, Yuval Chain, Florence Welch, Isabella Summers, T. Schaeferdieck)
21. Another Late Night (feat. Lil Yachty) – 2:50 (Aubrey Graham, Miles McCollum, Deshawn Jackson)
22. Away from Home – 4:18 (Aubrey Graham, Miles McCollum, Benjamin Saint-Fort, Justin Raisen, Lukas Levine)
23. Polar Opposites – 4:17 (Aubrey Graham, Miles McCollum, Gentuar Memishi, Anthoine Walters, Bennett Pepple, Omar Gomez, Noah Shebib)
24. Red Button – 4:24 (Aubrey Graham, Silas Wilson, Miles McCollum, Roberto Santos)
25. Stories About My Brother – 4:24 (Aubrey Graham, Denzel Williams, Jimmy Quinn)
26. The Shoe Fits – 6:14 (Aubrey Graham, Silas Wilson, Miles McCollum, Anderson Hernandez, Julius Thomas)
27. Wick Man – 3:01 (Aubrey Graham, Alan Maman, Koen De Bruyne)
28. Evil Ways (feat. J. Cole) – 3:47 (Aubrey Graham, Jermaine Cole, Matthew Samuels, Anderson HernandezMichael Mulé, Isaac De Boni, Amir Sims, Charles Simmons Jr., David Bradshaw)
29. You Broke My Heart – 3:50 (Aubrey Graham, Anderson Hernandez, Michael Mulé, Isaac De Boni, Alexander Morand, Kenny Thomas, Frank Wilson)

### Classifiche
| Classifica (2023) | Posizione massima |
| ----------------- | ----------------- |
| Lituania          | 59                |
| Norvegia          | 8                 |
| Nuova Zelanda     | 2                 |
| Svezia            | 21                |